# 헤르손주 (러시아)

헤르손주의 소형 국장

우크라이나의 헤르손주(러시아어: Херсонская область 헤르손스카야 오블라스티[*])에 대한 러시아군의 지속적인 군사점령은 2022년 2월 24일 러시아군이 크림반도에서 침공을 시작하면서 시작되었다. 이 지역은 2022년 9월 30일 러시아 정부가 이 지역을 합병했다고 선언할 때까지 러시아가 통제하는 군민행정부에서 관리되었다. 그 이후로 러시아는 이 지역을 인정받지 못한 러시아의 연방주체로 관리하고 있다.
러시아는 2022년 3월 2일에 헤르손 전투에서 헤르손시를 점령했다. 헤르손은 러시아가 침공에서 점령한 유일한 지역 수도였지만, 도네츠크와 루한스크는 2014년 이래 러시아 지원 분리주의자가 통제하고 있었다. 헤르손주의 나머지 대부분은 침공 초기 몇 달 동안 러시아군에게 함락되었다.
러시아는 이후 몇 달 동안 러시아 루블을 공식 통화로 도입하고 흐리브냐를 유통에서 강제로 철수함으로써 합병의 토대를 마련했다. 2022년 9월에 단계적 국민투표를 실시한 후, 러시아는 9월 30일에 헤르손주를 합병했다고 선언했는데, 여기에는 당시 러시아가 통제하지 못했던 주의 일부와 이웃 미콜라이우주의 소규모 점령 지역도 포함되었다. 유엔은 합병이 국제법을 위반한다고 비난했다.
2022년 10월, 우크라이나 반격이 헤르손시에 접근하자 러시아 행정부의 행정 기관은 헤르손에서 드네프르강의 좌안으로 대피했다. 그들은 헤르손주의 남쪽 끝, 헤니체스크에 새로운 행정 중심지를 세웠다. 2022년 11월 초순까지 러시아군은 드네프르강 우안에 있는 헤르손과 미콜라이우주의 모든 지역, 즉 헤르손시 자체를 포함하여 전면 철수했다. 우크라이나군이 11월 11일에 헤르손시에 입성했다. 크렘린 대변인 드미트리 페스코프에 따르면, 헤르손주는 철수에도 불구하고 "러시아 연방의 주체"로 남았다.

## 배경
2014년 크림반도 점령 당시 러시아군은 또한 헤르손주 아라바트 퇴적지점에 있는 스트릴코베 마을의 가스 분배 센터를 3월 15일부터 점령했다. 2014년 12월, 그들은 스트릴코베 지역의, 영국 아드반도, 그리고 촌하르 마을을 포함한 헤르손주를 떠났다.
2022년 2월 24일 러시아군이 우크라이나 침공을 시작했다. 헤르손주 전역에서 전투가 시작되어 러시아가 여러 차례 승리했다. 3월 2일, 러시아군은 주 수도인 헤르손을 점령했다. 도시에 대한 군사점령이 시작되었다.

## 같이 보기
- 러시아의 우크라이나 점령지
  - 러시아의 크림반도 점령
  - 러시아의 체르니히우주 점령
  - 러시아의 도네츠크주 점령
  - 러시아의 하르키우주 점령
  - 러시아의 키이우주 점령
  - 러시아의 루한스크주 점령
  - 러시아의 미콜라이우주 점령
  - 러시아의 수미주 점령
  - 러시아의 자포리자주 점령
  - 러시아의 지토미르주 점령
  - 2022년 러시아 침공 중 스네이크섬
- 러시아의 크림반도 합병
- 러시아의 도네츠크주, 헤르손주, 루한스크주, 자포리자주 합병
- 2022년 러시아의 우크라이나 시위
- 러시아의 우크라이나 침공 중 러시아와의 협력
- 2022년 러시아의 우크라이나 침공 중 우크라이나의 저항

## 노트
1. ↑  우크라이나가 헤르손주의 주권 분쟁을 겪고 있음
2. ↑  러시아어: Херсонская военно-гражданская администрация
3. ↑  러시아어: Херсонская область
4. ↑  The Russians still claim that the official capital city is Kherson even after its loss in November 2022, and Henichesk now serves as the temporary administrative centre.
5. ↑  On 30 September 2022, Russia declared that it had annexed the entirety of (1) Donetsk Oblast aka Donetsk People's Republic, (2) Kherson Oblast, (3) Luhansk Oblast aka Luhansk People's Republic, and (4) Zaporizhzhia Oblast. None of these four oblasts was entirely under Russia's control at the time. Russia also annexed a small portion of Mykolaiv Oblast that it controlled at the time, which it administratively merged into Kherson Oblast. At the time, Russia also occupied a small portion of Kharkiv Oblast, although it did not declare that it had annexed this piece of territory.